# Latarnia morska Wolf Rock
Latarnia morska Wolf Rock – latarnia morska położona na skalistej wysepce Wolf Rock, 15 km na południowy zachód od Land’s End, Kornwalia. 
Zaprojektowana przez Jamesa Walkera, została zbudowana z granitu przygotowanego w Penzance, który został przetransportowany na Wolf Rock. Budowa trwała od 1861 do 1869 roku. Latarnia rozpoczęła pracę w 1870 roku. 

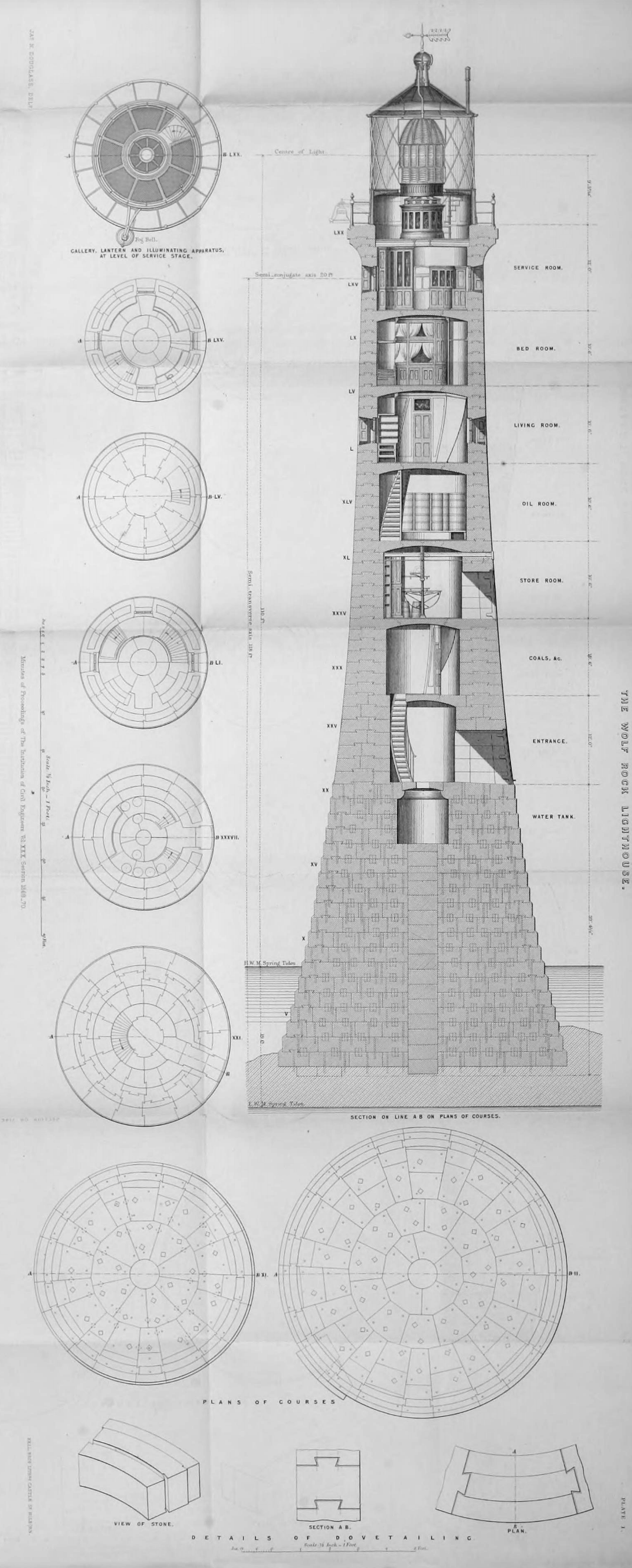
Projekt z Minutes of the Proceedings of the Institute of Civil Engineers, Vol. XXX, Session 1869-70, Part II

Wieża ma 41 metrów wysokości, a laterna umieszczona jest 34 metry nad poziomem morza.
W 1955 roku latarnia została zmodernizowana i przebudowana z olejowej na elektryczną. W 1988 roku latarnia została zautomatyzowana i jest obecnie sterowana z Trinity House Operations & Planning Centre w Harwich. Emitowany sygnał świetlny: biały błysk co 15 sekund.